# Ljubinko Drulović
Ljubinko Drulović (Nova Varoš, Yugoslavia, 11 de abril de 1968) es un exfutbolista serbio que se desempeñaba como extremo y actualmente ejerce de entrenador.

## Clubes
| Club                     | País                | Año         | Partidos | Goles |
| FK Sloboda Point Sevojno | Yugoslavia          | 1988 - 1989 | 55       | 9     |
| FK Rad                   | Yugoslavia          | 1990 - 1992 | 77       | 25    |
| Gil Vicente FC           | Portugal            | 1992 - 1993 | 44       | 17    |
| FC Porto                 | Portugal            | 1994 - 2001 | 225      | 40    |
| SL Benfica               | Portugal            | 2001 - 2003 | 50       | 5     |
| FK Partizan              | Serbia y Montenegro | 2003 - 2004 | 26       | 5     |
| FC Penafiel              | Portugal            | 2004 - 2005 | 8        | 0     |

## Palmarés
FC Porto
- Primera División de Portugal: 1994-95, 1995-96, 1996-97, 1997-98, 1998-99
- Copa de Portugal: 1998, 2000, 2001
- Supercopa de Portugal: 1993, 1994, 1996, 1998, 2001

- Datos: Q932932